# مادام اکس (فیلم ۱۹۲۹)
مادام اکس (انگلیسی: Madame X) فیلمی در ژانر درام به کارگردانی لیونل باریمور است که در سال ۱۹۲۹ منتشر شد. از بازیگران آن می‌توان به روت چترتن، لوئیس استون، هنری آرمتا، یوجینی بسرر و ریچارد کرله اشاره کرد.